# Jetty
Jetty — вільний контейнер сервлетів, написаний повністю на Java. Може використовуватися як HTTP-сервер або в парі із спеціалізованим HTTP сервером (наприклад, з Apache HTTP Server). Спочатку поширювався під ліцензією Apache 2.0 License, але після переходу в число застосунків, що розробляються в рамках проекту Eclipse (2009) став доступний і під Eclipse Public Licence (EPL).
Jetty використовується деякими іншими популярними проектами, у тому числі серверами застосунків JBoss і Geronimo.
Розробка Jetty зосереджується на створенні простого, ефективного, здатного для упровадження і підключення вебсервера. Малий розмір робить його відповідним для надання послуг вебсервера з вбудованого застосування Java.
У кодовій базі Jetty 7, що перейшла під крило Eclipse,  реалізовано специфікації Servlet 2.5 API. Підтримку Servlet 3.0 API додана в Jetty 8.

## Версії
| Version | Home              | Java Version | Protocols                                | Servlet Version           | JSP Version | Status    |
| ------- | ----------------- | ------------ | ---------------------------------------- | ------------------------- | ----------- | --------- |
| 9.3.x   | Eclipse           | 1.8          | HTTP/1.1, HTTP/2, WebSocketJSR356, SPDY  | 3.1                       | 2.3         | Стабільна |
| 9.2.x   | Eclipse           | 1.7          | HTTP/1.1, WebSocket JSR356, SPDY         | 3.1                       | 2.3         | Стабільна |
| 9.1.x   | Eclipse           | 1.7          | HTTP/1.1 RFC2616, WebSocket JSR356, SPDY | 3.1                       | 2.3         | Стабільна |
| 9.0.x   | Eclipse           | 1.7          | HTTP/1.1 RFC2616, WebSocket, SPDY        | 3.0 (tracking 3.1 drafts) | 2.2         | Стабільна |
| 8.x     | Eclipse, Codehaus | 1.6          | HTTP/1.1 RFC2616, WebSocket, SPDY        | 3.0                       | 2.1         | Стабільна |
| 7.x     | Eclipse, Codehaus | 1.5, J2ME    | HTTP/1.1 RFC2616, WebSocket, SPDY        | 2.5                       | 2.1         | Стабільна |
| 6.x     | Codehaus          | 1.4–1.5      | HTTP/1.1 RFC2616                         | 2.5                       | 2.0         | Застаріла |
| 5.x     | Sourceforge       | 1.2–1.5      | HTTP/1.1 RFC2616                         | 2.4                       | 2.0         | Застаріла |
| 4.x     | Sourceforge       | 1.2, J2ME    | HTTP/1.1 RFC2616                         | 2.3                       | 1.2         |           |
| 3.x     | Sourceforge       | 1.2          | HTTP/1.1 RFC2068                         | 2.2                       | 1.1         |           |
| 2.x     | Mortbay           | 1.1          | HTTP/1.0 RFC1945                         | 2.1                       | 1.0         |           |
| 1.x     | Mortbay           | 1.0          | HTTP/1.0 RFC1945                         |                           |             |           |